# Chink Crossin
Francis Patrick Crossin, detto Chink (Luzerne, 4 luglio 1924 – Danville, 10 gennaio 1981), è stato un cestista statunitense, professionista nella BAA, nella NBA e nella ABL.

## Carriera
Venne selezionato dai Philadelphia Warriors al primo giro del Draft BAA 1947 (6ª scelta assoluta).

## Palmarès
- Campione EPBL (1952)
- EPBL Most Valuable Player (1952)